# Unterkessach
Unterkessach ist ein ehemals selbstständiger Ort, der seit 1971 zur Stadt Widdern im Landkreis Heilbronn im nordöstlichen Baden-Württemberg gehört. Er wurde im Jahr 976 erstmals erwähnt und hat heute rund 350 Einwohner.

## Geographie

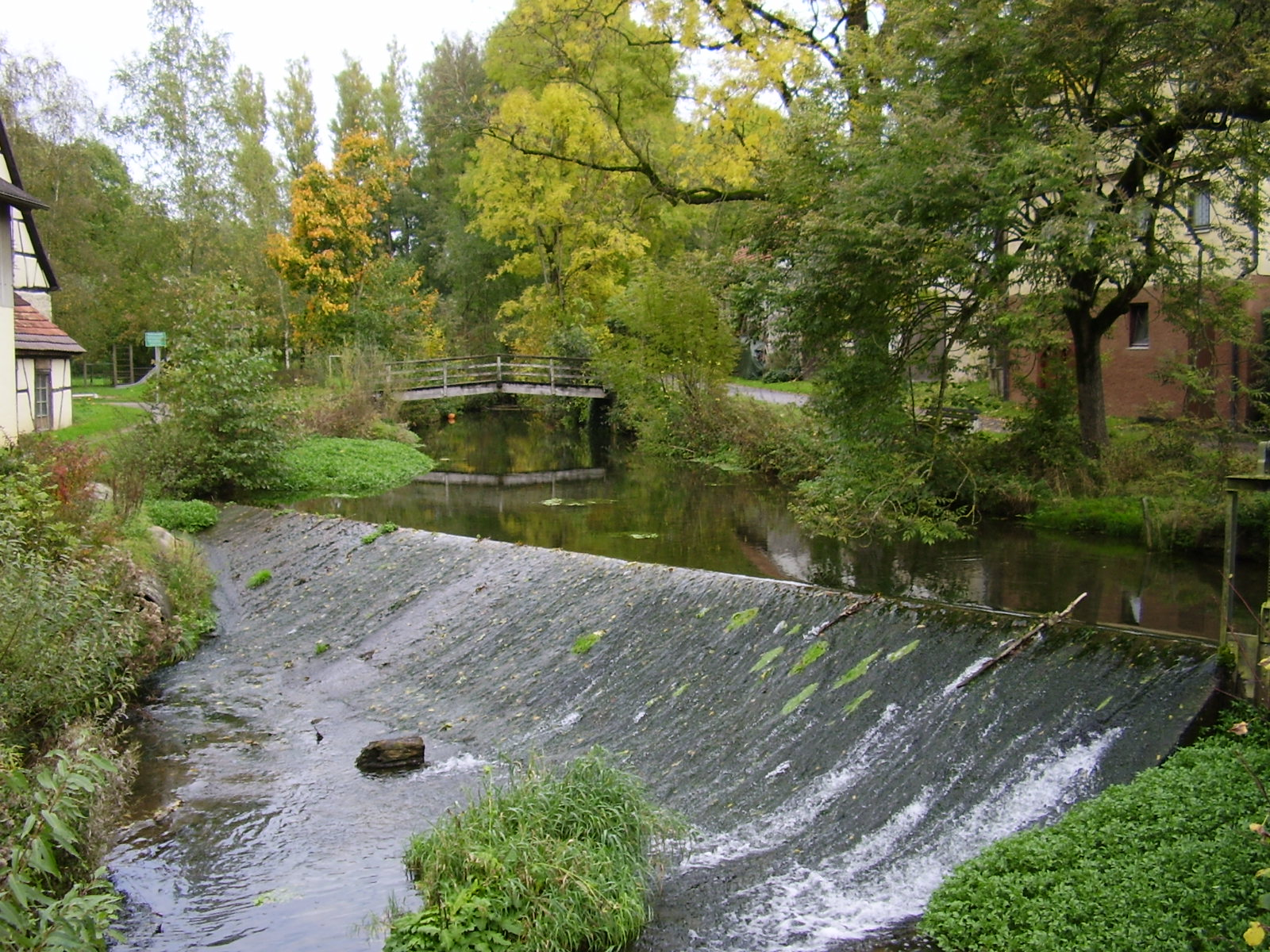
Die Kessach in Unterkessach

Unterkessach liegt im Tal an der Einmündung eines Nebenbachs in die Kessach, die im südlich gelegenen Widdern in die Jagst mündet. Zu Unterkessach gehört noch der Weiler Volkshausen, einst auch noch der 1145 erwähnte, später abgegangene Ort Erlach.

## Geschichte
Die erste urkundliche Erwähnung eines Chessaha, das Unterkessach oder das zur Gemeinde Schöntal gehörende Oberkessach sein könnte, findet sich in einer Urkunde König Ottos II. vom 15. November 976, der die Abtei Mosbach mitsamt 23 Dörfern in ihrem Besitz der Wormser Bischofskirche schenkte. 1289 wurde Niderenkessach erwähnt. Der Ort stand unter der Herrschaft der Berlichingen-Rosseriet bzw. -Rossach, die dem Ritterkanton Odenwald angehörten. Die Lehnshoheit lag halb bei Würzburg, halb bei den Herren von Weinsberg, wurde aber noch vor dem Ende des Mittelalters vergessen.
1806 kam Unterkessach an das Königreich Württemberg und wurde dem Oberamt Neckarsulm zugeordnet. Zum 1. Mai 1846 wechselte der Ort durch einen (schon 1843 abgeschlossenen) Staatsvertrag, der das Kondominat Widdern beendete, an das Großherzogtum Baden und kam zunächst zum Bezirksamt Adelsheim, 1936 an das Bezirksamt Buchen, den späteren Landkreis Buchen. Am 1. September 1971 wurde Unterkessach nach Widdern eingemeindet und wechselte dabei vom (ehemals badischen) Landkreis Buchen in den (ehemals württembergischen) Landkreis Heilbronn.

## Politik
Ortsvorsteherin von Unterkessach ist Dorit Ewers.

## Religionen

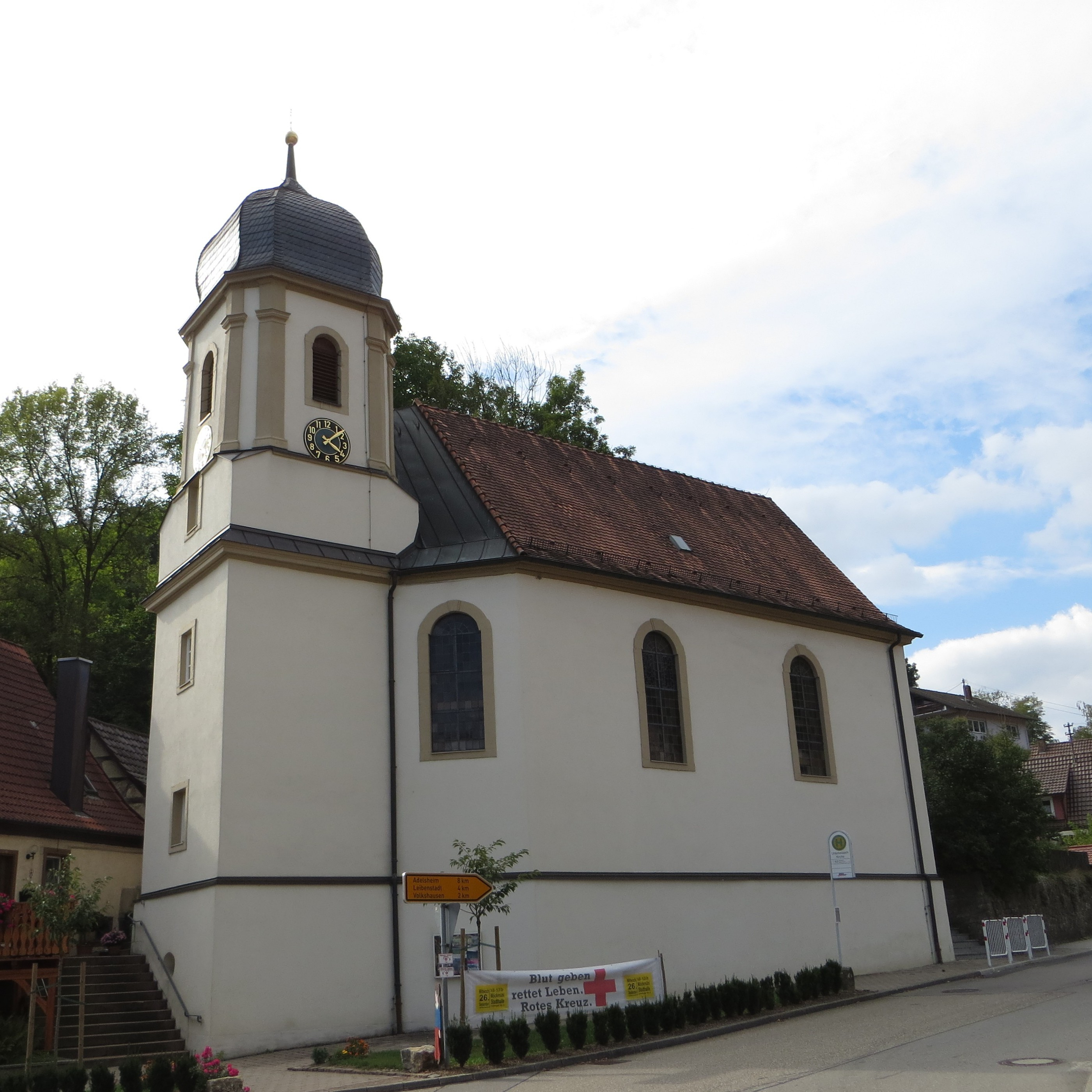
Evangelische Kirche

In Unterkessach besteht eine eigene evangelische Kirchengemeinde, ursprünglich eine Filialgemeinde von Bieringen. Durch die Ortsherrschaft wurde die Kirchengemeinde lutherisch und 1652 mit der Kirchengemeinde Widdern vereinigt. Nach dem Übergang an Baden kam Unterkessach 1847 zur Pfarrei Leibenstadt der Badischen Landeskirche. Mit Wirkung vom 1. Januar 2000 wechselte die Kirchengemeinde zur Württembergischen Landeskirche. Die Katholiken Unterkessachs werden von Adelsheim aus betreut.

## Wappen
Die Blasonierung des Unterkessacher Wappens lautet: In geteiltem und oben gespaltenem Schild oben vorn in Blau ein links gewendeter, rot gekrönter silberner Löwe, hinten in Schwarz ein von Rot und Silber geschachter Schrägbalken, unten in Blau zwei goldene Fische übereinander.
Ob Unterkessach vor 1806 ein Wappen oder Siegel führte, ist nicht bekannt. Nach dem Übergang an Württemberg führte die Gemeinde ein Siegel mit den württembergischen Hirschstangen. Mit dem Wechsel nach Baden änderte sich nach 1846 auch das Siegel, es zeigte nun zwei nach rechts schwimmende Fische, die die Kessach symbolisierten, unter den Buchstaben U K.
Um 1900 entwarf das Generallandesarchiv in Karlsruhe ein neues Dorfwappen. Der umgesetzte Vorschlag vom März 1905 kombinierte das bisherige Siegelbild der Fische im unteren Feld mit dem Zisterzienserbalken und dem Löwen aus dem Wappen des Klosters Schöntal, das zeitweise der größte Grundherr in Unterkessach war.

## Bauwerke

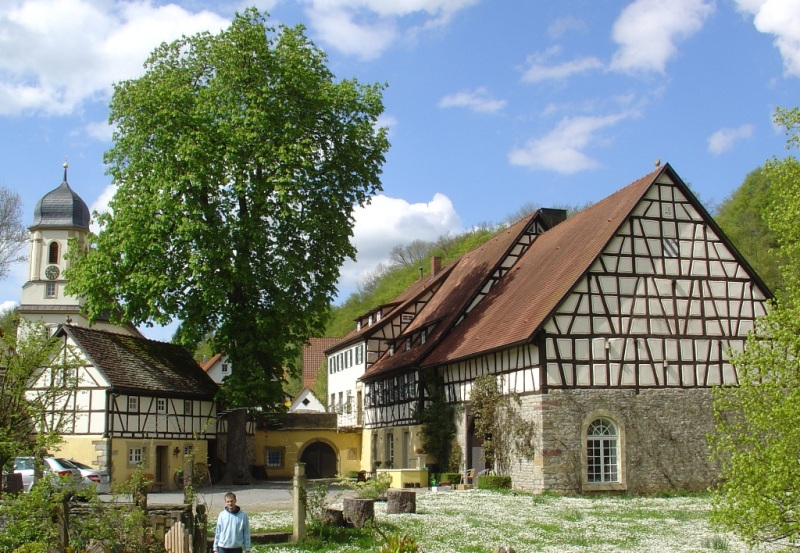
Blick über den Gasthof Zum goldenen Ochsen zur evangelischen Kirche

Die evangelische Kirche, eine barocke Saalkirche, entstand 1738 bis 1742 als Nachfolgebau einer 1425 erwähnten Georgskapelle.
Der Gasthof Zum Goldenen Ochsen ist ein denkmalgeschützter, ehemaliger Landgasthof aus dem 18. Jahrhundert.

## Infrastruktur

### Verkehr
Durch Unterkessach führen die Kreisstraßen K 2020, K 2020 und die K 2133 im Kessachtal. Der nächste Autobahnanschluss ist die Anschlussstelle 6 (Osterburken) der Bundesautobahn 81 in ca. 11 km Entfernung über die K 2133 und die L 1046.
Der Öffentliche Personennahverkehr wird durch den Heilbronner Hohenloher Haller Nahverkehr sichergestellt.
Der nächste Bahnhof ist Adelsheim Nord in ca. 10 km Entfernung an der S-Bahnstrecke Neckarelz–Osterburken.

### Radfernwege
Durch Unterkessach führt der Deutsche Limes-Radweg. Dieser folgt dem Obergermanisch-Raetischen Limes über 818 km von Bad Hönningen am Rhein nach Regensburg an der Donau.